# مايكل فان دي كوربوت
مايكل فان دي كوربوت (بالهولندية: Michel van de Korput)‏ ، من مواليد 18 سبتمبر 1956 ، لاعب كرة قدم هولندي سابق.
لعب مع منتخب هولندا لكرة القدم.

## روابط خارجية
- مايكل فان دي كوربوت على موقع قاعدة بيانات كرة القدم.إي يو (الإنجليزية)
- مايكل فان دي كوربوت على موقع بيانات كرة القدم. دي إي (الألمانية)
- مايكل فان دي كوربوت على موقع ناشيونال فوتبول تيمز (الإنجليزية)
- مايكل فان دي كوربوت على موقع عالم كرة القدم.نت (الإنجليزية)